# Лејк Луис (Аљаска)
Лејк Луис (енгл. Lake Louise) насељено је место без административног статуса у америчкој савезној држави Аљаска.

## Демографија
По попису из 2010. године број становника је 46, што је 42 (-47,7%) становника мање него 2000. године.
| Група             | 2000.      | 2010.      |
| Белци             | 79 (89,8%) | 43 (93,5%) |
| Афроамериканци    | 0 (0,0%)   | 0 (0,0%)   |
| Азијати           | 0 (0,0%)   | 0 (0,0%)   |
| Хиспаноамериканци | 0 (0,0%)   | 2 (4,3%)   |
| Укупно            | 88         | 46         |